# Губертус Корндерфер
Губертус Корндерфер (нім. Hubertus Korndörfer; 20 листопада 1919, Альтона — ?) — німецький офіцер-підводник, оберлейтенант-цур-зее крігсмаріне.

## Біографія
16 вересня 1939 року вступив на флот. З жовтня 1941 року — 2-й, з січня 1943 року — 1-й вахтовий офіцер на підводному човні U-593. В серпні-вересні пройшов курс командира човна. З 7 вересня по 27 грудня 1943 року — командир U-139, з 7 січня по 8 вересня 1944 року — U-407, на якому здійснив 3 походи (разом 87 днів у морі) і потопив 3 кораблі загальною водотоннажністю 14 441 тонну та пошкодив 1 корабель водотоннажністю 6207 тонн. Ніхто з членів екіпажів цих кораблів не загинув.
| Дата           | Назва корабля                              | Тип               | Тоннаж | Вантаж                                                                                                | Екіпаж | Країна             | Конвой |
| -------------- | ------------------------------------------ | ----------------- | ------ | --- | ------ | ------------------ | ------ |
| 27 лютого 1944 | Rod el Farag                               | Вітрильник        | 55     | Пальне                                                                                                | ?      | Єгипет             |        |
| 29 лютого 1944 | Ensis (пошкоджений)                        | Тепловий танкер   | 6,207  | Баласт                                                                                                | 66     | Британська імперія |        |
| 16 квітня 1944 | Meyer London                               | Торговий пароплав | 7,210  | 7800 тонн загальновійськових запасів і літак в контейнері як палубний вантаж                          | 72     | США                | UGS-37 |
| 16 квітня 1944 | Thomas G. Masaryk (невиправно пошкоджений) |                   | 7,176  | 5000 тонн генеральних вантажів, включаючи пошту, ацетон в бочках і 12 літаків P-47 як палубний вантаж | 70     | США                | UGS-37 |

22 січня 1945 року направлений на будівництво U-3537, проте човен не був добудований. В травні 1945 року взятий в полон. 4 червня 1945 року звільнений.

## Звання
- Кандидат в офіцери (16 вересня 1939)
- Морський кадет (1 лютого 1940)
- Фенріх-цур-зее (1 липня 1940)
- Оберфенріх-цур-зее (1 липня 1941)
- Лейтенант-цур-зее (1 березня 1942)
- Оберлейтенант-цур-зее (1 жовтня 1943)